# Елча
Елча — деревня в Ярцевском районе Смоленской области России. Входит в состав Подрощинского сельского поселения. Население —  5 жителей (2022 год). 
Расположена в центральной части области в 15 км к юго-востоку от Ярцева, в 2,5 км севернее автодороги Р134 «Старая Смоленская дорога» Смоленск — Дорогобуж — Вязьма — Зубцов, на берегу реки Елча. В 17 км севернее деревни расположена железнодорожная станция Свищёво на линии Москва — Минск.

## История
Ранее была частью одной агломерации вместе с деревней Буяново, Челновой и Елча. Центр совхоза и основные производственные цеха были расположены по обеим сторонам реки Днепр. В настоящее время мост через реку днепр находится в аварийном состоянии и связь между деревнями Буяново и Елча и возможно только через объезд (58 км и 2-3 часа по разбитым проселочным дорогам вместо 1 км и 5 минут по мосту через реку Днепр). Но как Подрощинское сельское поселение в лице Рядинской Валентины Александровны, так и Муниципальное образование "Ярцевский район" Смоленской области в лице Макарова Владимира Сергеевича занимаются волокитой и под разными предлогами отказываются починить мост через реку Днепр между деревнями Ковали и Буяново. В результате этого проезд в деревню Елча по объездным дорогам возможен только в теплое время. В сезон распутицы и зимнее время проезд до ремонта моста невозможен.
В годы Великой Отечественной войны деревня была оккупирована гитлеровскими войсками в июле 1941 года.  Западнее деревни находятся заброшенные окопы и противотанковые рвы Вяземского котла. Наряду с Соловьевской переправой и бродами через реку Днепр у деревни Ковали являлась важной стратегической точкой. Уже в январе-феврале 1942 году в результате успешных действий партизанских отрядов А. Демченкова, Г. Масенкова и Г. Юрченко гитлеровцы были выбиты из деревни. Различные соединения и объединения, оказавшиеся в Дорогобужском партизанском крае, за исключением большей части сил 33 армии, оказались в подчинении командования 1 гвардейского кавалерийского корпуса. С тех пор 3-й батальон 2-го партизанского полка находился в Челновой и деревне Ковали обороняя броды и переходя в контратаки. Фашистское командование 24 мая 1942 г. предприняло две крупные операции против сил Дорогобужского партизанского края: операцию «Зейдлиц» в западной части края против 1 партизанской дивизии и кавалерийского корпуса и операцию «Ганновер». В начале июня 1942 года по приказу командования партизанские отряды были вынуждены отойти из деревни. Деревня Елча окончательно освобождена в сентябре 1943 года.